# Felicia Montealegre
Felicia Cohn Montealegre (3 tháng 3 năm 1922-16 tháng 6 năm 1978) là một diễn viên trên sân khấu và truyền hình người Chile và là vợ của nhà soạn nhạc, nhạc trưởng, giảng viên âm nhạc, tác giả và nghệ sĩ piano người Mỹ nổi tiếng thế giới Leonard Bernstein. Bà trở nên có kỹ thuật chơi piano sau khi học các bài học của nghệ sĩ piano người Chile Claudio Arrau. Bà đã dùng giọng hát của mình để thể hiện một cặp tác phẩm được chỉ huy bởi Bernstein, bao gồm cả bản giao hưởng của ông, Giao hưởng Kaddish. Montealegre còn làm việc trong một số phim nhiều tập trên truyền hình của Chile cũng như phim nhiều tập mang tính chất kịch và hợp tuyển của Hoa Kỳ Kraft Television Theatre và Studio One. Bà cũng biểu diễn tại Broadway với các vở kịch Poor Murderer và The Merchant of Venice nhưng không xuất hiện trong bất kỳ bộ phim nào. Bà trợ giúp việc thành lập một tổ chức chống chiến tranh mang tên Another Mother for Peace. Mặc dù bà yêu chồng mình, bà không có một cuộc sống hôn nhân hạnh phúc bởi vì Bernstein là một người đồng tính luyến ái. Tuy nhiên, bà vẫn thừa nhận tình trạng này của chồng. Điều này được khẳng định trong một bức thư bà viết cho chồng: "Em sẵn sàng chấp nhận con người của anh". Cặp vợ chồng có ba người con. Montealegre qua đời vào tuổi 56 do ung thư phổi. Bà trở thành tâm điểm cho tiểu luận Radical Chic: That Party at Lenny's của Tom Wolfe.

## Thời thơ ấu và cuộc sống đầu đời
Felicia Cohn Montealegre sinh vào ngày 3 tháng 3 năm 1922 tại San José, Costa Rica, là con của Clemencia Montealegre Carazo và Roy Elwood Cohn. Felicia đã hoàn thành việc học ở Chile. Bà lớn lên như một tín đồ Công giáo. Tuy nhiên, theo như các nguồn, bà của bà là một người Do Thái. Felicia định cư tại New York. Bà là  học trò về dương cầm của Claudio Arrau, người được coi là một trong những nghệ sĩ dương cầm vĩ đại nhất của thế kỷ 20.

## Sự nghiệp
- Felicia xuất hiện trong một số phim truyền hình. Từ 1949 đến 1956, bà tham gia trong 11 tập phim của phim nhiều tập được phát hanh trên NBC mang tên Kraft Television Theatre. Phim dài tập này là các vở kịch được trình chiếu trên sóng truyền hình với những câu chuyện mới và những nhân vật mới mỗi tuần, tác phẩm này là sự mô phỏng các tác phẩm Alice in Wonderland và A Christmas Carol. Trong các năm, Felicia đã xuất hiện vào những nhân vật khác nhau của tác phẩm truyền hình này.

- Bà diễn vai Hygieia trong The Oath of Hippocrates, được trình chiếu vào ngày 11 tháng 5 năm 1949.
- Năm 1950, sự mô phỏng của vở kịch Ngôi nhà búp bê của nhà viết kịch, giám đốc sân khấu và nhà thơ người Na Uy Henrik Ibsen được trình chiếu như là một phần của phim dài tập nói trên được trình chiếu vào 5 tháng 4 năm 1949. Felicia đóng vai Nora trong tập phim đó.
- Felicia đóng vai Mary Cristof trong Delicate Story (1951)
- Felicia đóng vai Emma Woodhouse trong Emma (1954)

- Từ năm 1949 đến năm 1956, bà tham gia một số vai diễn trong phim nhiều tập Studio One được trình chiếu trên đài CBS. Tác phẩm này bao gồm nhiều vở kịch đáng chú ý và đáng nhớ. Các vai diễn của bà bao gồm:

- Bessie trong The Light That Failed (1949)
- Mildred Rogers trong Of Human Bondage (1949)
- Lorna trong Flowers from a Stranger (1949, 1950)
- Kate Croy trong The Wings of the Dove (1952)
- Sara trong Flower of Pride (1956)
- Helen trong This Will Do Nicely (1956)

- Trong khi đó vào ngày 31 tháng 10 năm 1949, Felicia đóng vai Christine Vole trong một tập phim của bộ phim nhiều tập của Hoa Kỳ mang tên The Chevrolet Tele-Theatre. Tập phim đó mang tên Witness for the Prosecution, được trình chiếu trên NBC.
- Felicia cũng thể hiện giọng hát của mình trong một số tác phẩm được chỉ đạo bởi chồng bà Leonard Bernstein. Chúng bao gồm:

- Một phiên bản của Le martyre de Saint Sébastien của nhà soạn nhạc người Pháp Claude Debussy (tác phẩm này được biểu diễn bằng tiếng Anh)
- Bản giao hưởng của chính Bernstein, Kaddish

- Từ những vai diễn nhỏ trên truyền hình, Felicia còn tạo dấu ấn trên sân khấu, xuất hiện trong một số tác phẩm của Broadway:

- Bà đóng vai Jessica trong The Merchant of Venice. Tác phẩm này được trình diễn tại New York City Center từ ngày 4 tháng 3 đến 15 tháng 3 năm 1953.
- Bà xuất hiện trong The Little Foxes vào năm 1967
- Bà đóng một vai trong Poor Murderer được trình chiếu vào năm 1976

- Vào năm 1967, Felicia trợ giúp việc thành lập một tổ chức chống chiến tranh mang tên Another Mother for Peace hỗ trợ giáo dục phụ nữ chống lại chiến tranh Việt Nam. Vào năm 1970, cùng với chồng mình, bà trở thành một phần của một cuộc tranh cãi khi họ dẫn chương trình trong một đêm cho Black Panther Party. Felicia đã trở thành điểm được tập trung của tiểu luận Radical Chic: That Party at Lenny's của Tom Wolfe nói lại những sự kiện của đêm đầy tranh cãi đó. Felicia bị điều tra 2 năm sau khi tham gia vào một cuộc biểu tình chống chiến tranh tại Washington, DC. Bà cũng trở thành một nhân vật nổi bật trong một tiểu luận khác của Wolfe mang tên Radical Chic & Mau-Mauing the Flak Catchers.

## Gia đình và đời tư
Bà gặp nhà soạn nhạc và nhạc trưởng Leonard Bernstein trong một bữa tiệc được tổ chức bởi Arrau vào năm 1946. Cuối cùng, bà choán lấy tâm hồn của Bernstein. Tuy nhiên, điều đó đã dừng lại sau một vài tháng. Trong những năm tiếp theo, Felicia rơi vào cuộc tình lãng mạn với diễn viên của Hollywood và Broadway mang tên Richard Hart. Sau cái chết của Hart vào tháng 1 năm 1951, bà kết hôn với Bernstein vào ngày 10 tháng 9 cùng năm. Bà đã cải sang Do Thái giáo khi kết hôn. Xu hướng đồng tính luyến ái của Bernstein đã trở nên nổi bật. Người hợp tác với ông trong tác phẩm West Side Story cũng gọi ông là một "người đàn ông đồng tính". Điều này đã dẫn đến ý rằng ông quyết định kết hôn để dập tắt những tin đồn về đời tư của ông và để duy trì một vị trí chỉ huy âm nhạc lớn, sau khi nhận được một lời khuyên của người hướng dẫn ông Dimitri Mitropoulos, người đã làm cho ông hiểu được về sự tự nhiên bảo tồn của dàn nhạc giao hưởng. Felicia và Bernstein có ba người con:
- Jamie Bernstein (sinh ngày 8 tháng 9 năm 1952), lớn lên trở thành một diễn viên, đạo diễn và nhà viết kịch bản
- Alexander Bernstein (sinh ngày 7 tháng 7 năm 1955), trở thành một diễn viên và một người phối nhạc
- Nina Bernstein (sinh ngày 28 tháng 2 năm 1962

Felicia và Bernstein ban đầu có một cuộc sống hôn nhân hạnh phúc ban đầu và không có ý kiến nào chỉ ra rằng họ không yêu nhau. Tuy nhiên, theo như các báo cáo, Bernstein có những hành động ngoại tình với những chàng trai trẻ và những sự cố này đến tai Felicia. Bạn của Bernstein là Shirley Rhoades Perle đã từng nói một lần rằng "ông đã yêu cầu các chàng trai về mặt tình dục và các cô gái về mặt tình cảm". Có một bức thư được viết bởi Felicia cho Bernstein khi biết xu hướng đồng tính luyến ái, được tìm thấy trong cuốn sách được xuất bản vào năm 2013 có tên The Leonard Bernstein Letters. Trong bức thư đó, bà thừa nhận Bernstein là một người đàn ông đồng tính và có lẽ sẽ không thay đổi được điều đó. Bà cũng nói rằng bà sẵn sàng chấp nhận con người ông và viết sau đó rằng cuộc hôn nhân của họ sẽ được dựa trên sự tôn trọng lẫn nhau và sự vị tha chứ không phải bằng cảm xúc.
Vào năm 1976, cuộc hôn nhân của Felicia gặp vấn đề bởi vì Bernstein đã rời khỏi bà để tới nhà âm nhạc học Tom Cothran. Điều này xảy ra sau khi Bernstein quyết định sẽ không thể giấu được tình trạng đồng tính luyến ái của ông lâu hơn được nữa. Tuy nhiên, ông trở lại vợ mình sau khi bà được chẩn đoán là bị ung thư phổi vào năm 1977. Bernstein đã chăm sóc bà cho đến khi bà gục ngã trước bệnh tật vào ngày 16 tháng 6 năm 1978 tại East Hampton, New York.